# Comédiantes
Les Comédiantes est un festival gratuit de théâtre européen qui se tient à Rouen.
Il a lieu pour la 7e fois en 2008, du 13 au 17 mai, à la salle Sainte Croix des Pelletiers.